# 金田正泰
金田 正泰（かねだ まさやす、旧姓：竹村、晩年の姓：小武内（おぶない）、1920年7月21日 - 1992年12月5日）は、京都府京都市出身（朝鮮・慶尚北道生まれ）のプロ野球選手（外野手）・コーチ・監督、解説者。
シーズン最多三塁打の日本記録保持者（18本）。

## 経歴

### 現役時代
日本統治下の朝鮮・慶尚北道で生まれ、家族で海峡を渡ってきた。生家は神社で、プロ入り前までは竹村姓であった。その後に平安神宮の宮司の養子となり、金田姓となった。寺田村（現・城陽市）の寺田尋常小6年生であった1935年に近所のグラウンド（後の寺田球場）で球拾いをしていたところ、練習中の旧制平安中の小笹清一監督がグラブをプレゼントし、「君は筋がいいから高等2年まで行け。そしたらオレが平安にスカウトしてやるから」と声をかけた。平安中OBで立命館大でも強打者でならした小笹から「高小2年行けば、スカウトしよう」と約束され、教え通りに高等小学校を出ると、1936年春、本当に学費・通学費免除の特待生で平安中に招かれた。
旧制平安中学時代は1938年から1941年にかけて4年連続で春の選抜に出場し、1938年は夏の選手権にも出場。5年次の1941年には主将を務めたが、12月8日に太平洋戦争に突入する年で、夏の選手権は中止となった 。秋には阪神軍の松木謙治郎選手兼任監督が1週間ほど平安中をコーチしたが、著書に「特に目についたのは竹村だった」「とにかく厳しく鍛えてほしいという注文だけに連日猛特訓をつづけた。もっとも元気で走り回っていたのが竹村だった」と記している 。卒業後はプロ5球団からオファーがあったが、早稲田大学へ進み教師になる夢もあった。しかし家計を考えて断念した金田は「どうせなら一番、厳しい道を選んだほうが、成長できる」と、1942年に平安中のOBがおらず、もっとも契約金が安かった阪神軍へ入団。戦時下で選手数が不足していたため、2年目の1943年にはレギュラーとなったが、打撃成績は他の選手に劣るものであった。戦時中の勤労動員では阪神電鉄の尼崎・浜田車庫に通い、アワの黒い飯を食べながら働いた。
戦後の1946年に152安打（鬼頭数雄の日本記録を更新、1948年に青田昇が更に更新した）・打率.347で首位打者と最多安打に輝き、この年から金田に加えて、呉昌征・土井垣武・藤村富美男・本堂保次などリーグを代表する打者を並べた阪神打線は「ダイナマイト打線」と命名された。同年の119単打は千葉茂の日本記録を7年ぶりに塗り替えた（1948年に呉昌征が更新）。シーズンオフには「扶養家族が多く、年俸8000円では生活できない」という理由で退団し、ブローカーに転身したが、1947年に監督を兼任することになった若林忠志の要請で開幕日に復帰。この年も打率がリーグ2位の好成績を収め、チームの優勝に貢献。打撃タイトルこそなかったものの、初のベストナイン、リーグ最多の11三塁打も放っている。バットコントロールも秀逸で、内角低目への投球も巧みにさばいて、川上哲治に絶賛されている。サイクル安打も達成した1949年には、執拗に内角を攻められたことに怒って、バットを持ったまま投手に詰め寄ったこともあった。同年には結婚して日本に帰化するが、シーズンオフに別当薫・土井垣ら主要打者が毎日オリオンズに引き抜かれた。藤村と共に残留した金田は1番打者として奮闘し、1950年には国鉄の新人で1年目から剛速球で沸かせた金田正一から頭部に死球を受けたが、耳から血を流しながらもプレーを続け、その翌日も出場したものの、「太陽がグルグル回っとる」と昏倒したこともあった。1951年にはシーズン18三塁打の日本記録を樹立し（2021年現在も破られていない）、1953年からも2年連続でリーグ最多三塁打。1955年には球団初の開幕戦初回先頭打者本塁打を放つが（タイガース日本人選手としては現在も史上唯一、2011年にマット・マートンが記録）、1956年には「藤村排斥事件」の中心人物となる。同年には故郷・寺田が野球大会を創設することになり、青年団に優勝カップ「金田杯」を贈った。1957年にはレギュラー左翼手の座を大津淳に明け渡し、同年限りで現役を引退。三塁打103本は阪神の球団記録である。

### 解説者・監督時代
引退後は1958年からタイガースの二軍監督に就任したが、1959年5月21日から一軍コーチとなり、シーズンオフに監督に昇格。また金田は後ろ盾になってもらおうと阪急監督を退いたばかりで巨人軍元監督の藤本定義にヘッドコーチ就任を要請。1年目は藤本勝巳が本塁打王と打点王の2冠（22本、76打点）、並木輝男（.306）、三宅秀史（.271）が打撃10位入りを果たし、チーム打率1位だったのは現役時代に好打で知られた金田の功績もあった。しかし前年18勝の村山実が不調で8勝しか挙げらなかったのが響き長らくBクラスで苦闘、閉幕まで6連勝で広島を抜き3位に滑り込んだ。本間勝が13勝挙げたのが光明。しかし二年目は開幕から投打が噛み合わず最下位に沈み、球団は6月6日に金田に休養を通告。後任は自ら招いた藤本が代理監督に昇格、金田はシーズンオフにそのまま退団した。
阪神退団後は日本教育テレビ・毎日放送解説者（1962年 - 1971年）を経て、1972年に村山実選手兼任監督に請われ、ヘッドコーチとして11年ぶりに阪神に復帰。開幕から低迷を続け、4月21日から村山が投手専念のために一時的に指揮権を譲られ、名目上はあくまでも村山が監督のまま、結果としてすぐに勝率を5割に戻す。役割を果たした金田は5月13日に戸沢一隆球団代表に指揮権返上の旨を伝えるが、これに対して戸沢はその必要はないと引き続き指揮を執るように指示。その後も何度も指揮権返上の話が出るが戸沢はあくまでも認めず、最終的に阪神は2位でシーズンを終了する。そして指揮権を奪われたままの村山はそのまま引退・退団するとともに金田が正式な監督に昇格したが、表面的にこれが村山に請われてヘッドコーチになった金田がその村山を追い出したように映ってしまい、村山に近い選手たちから激しい恨みを買うことになる。
1973年はシーズン当初から村山の大学の後輩に当たる藤井栄治や鈴木皖武、権藤正利との確執など一部の主力選手との対立が激化。選手・コーチ・さらにはマスコミも二分されていた。その中でも一匹狼の江夏豊は派閥に関係なく、シーズン前に一緒に永平寺に行き、お互いに「ゆたか」「おじき」と呼ぶなど懇意にするほどの仲であったが、一方で江夏と野手陣とは特に折り合いが悪く、シーズンが始まった5月に江夏の言動に不満を抱いているある主力の野手が「このままでは他の選手は納得してませんよ。江夏を取るか他の選手を取るか決めてください」と金田に直訴したりして、金田は次第に主流派であった田淵幸一や藤田平など野手に重きを置くようになる。
そしてその流れで、ある試合で首脳陣ミーティングで金田監督が江夏の投球を批判し、それをわざわざ某コーチが江夏の耳に入れたこと、ローテーションをエースの江夏ではなく一時的に上田二朗を中心にしたことなどで、これで江夏のプライドが少なからず傷つき、また5月末の広島遠征中に21年目のベテラン投手の権藤正利がタバコを吸いながら球場入りしたのを見た金田が「サルでもタバコ吸うんか」とからかったとされ、それを伝え聞いた江夏は、監督への不信感を募らせる。さらにシーズン中にもかかわらず関西の大手スポーツ新聞社が面白おかしく対立を煽ったこともあり、いつしか金田と江夏は完全に冷え切った口も利かない状態になっていった。
このようにチーム内部はバラバラな状態であったが、ペナントレースはリーグ全体が大混戦の中で巨人と阪神がシーズン最終盤までデッドヒートを展開。10月20日（対中日戦）と同22日（対巨人戦、シーズン最終戦）の残り2試合でマジック1という状況となった。中日戦の先発は、シーズン中から中日戦を得意とした上田と目され、上田は後年の回想で試合の3日前に投手コーチの柿本実に先発を伝えられていたと述べている。しかし、実際には江夏が先発となり、敗戦。最終戦にも敗れて、巨人の逆転優勝（V9）を許してしまった。この起用法について後年になっても疑問が指摘される。これについては、上田が死のロードを迎えた8月12日以降、4勝8敗と急に勝てなくなっており、その前の10月11日の巨人戦（後楽園）でも打ち込まれている状況で、さらに中日戦を迎える数日前から扁桃腺を腫らし風邪気味で体調が悪かったなどの理由でこのまま上田を強行登板させるよりも、藤村隆男一軍投手コーチと相談して江夏のエースとしてのプライドとその勝負強さに賭けようとなったとされている。この起用について江夏自身は自伝で「あとで中日戦は上田で巨人戦は江夏でいけばよかったという声もあったけれど、それは結果論であって、あと1勝すればいいとなったら、勝ち星の多い方からいくのは当然。残念な結果になったんですが、僕は今でもあれは正攻法だったと思う。僕の力が及ばなかったから負けたということです。」とその起用法に理解を示している。上田自身もまたこのことについて、中日戦の登板を望んでいたものの、「金田監督が確執があるとは言えエースである江夏をなんだかんだ言って信頼して最終的には託したのだろう」と振り返っている。10月22日の巨人戦は0対9の惨敗に終わったことで試合終了後に観客が暴徒化して兵庫県警察の機動隊まで出動し、球場外に出された後も騒ぐファンを説得するために金田は警察の要請で試合終了から1時間以上経過した後にハンドマイクで「私は涙こそ流していないが、気持ちの中は皆さんと同じく残念でたまらない。来年こそ一層がんばるので、ファンの皆さんも理解してほしい」と呼びかけることになった。
シーズン終了後の11月23日、阪神のファン感謝デー終了後に甲子園球場の監督室で権藤から前述の暴言に対する謝罪を求められたが受け入れなかったため、殴打される。藤井栄治も金田との対立の末にシーズン終了後に太平洋クラブに移籍。これに先立つ11月上旬には、江夏が「金田監督の下ではプレーしたくない」と表明して球団代表の戸沢が事情を聴取した。金田も12月に戸沢に対して辞意を表明する（戸沢はその後の記者会見で「聞かなかったことにした」と述べた）。戸沢は、両者の意見をそれぞれ聞く形で収拾に当たり、最終的に江夏の残留と金田の続投で年末までに決着した。決着後の契約更改で江夏は戸沢から「二度と騒ぎを起こさないように」と注意を受けたという。しかし、その後も江夏との確執は解消されなかった。
1974年はシーズン前半は首位で折り返すが、後半戦に失速し一時は球団史上最低勝率に落ち込み、最終的には4位で辞任した。同年は二軍にいた1年目で無名の掛布雅之を周りの反対を押し切って一軍に抜擢し、掛布もそれに応え、その後のスター街道を歩むことになった。この点について掛布は「金田正泰監督がいなければ、その後の僕は存在していなかったかもしれない」と著書で金田に感謝の意を示している。

### 監督退任後
監督辞任後は解説者・評論家や少年野球・軟式野球の指導者・役員などの活動をせず、球界から一線を引く。小武内姓となり、大阪市内で麻雀店とステーキ店を経営。1992年12月5日、急性心不全のため死去。72歳没。葬儀は密葬であったこともあり、球界関係者の姿は多くはなかったが、1972年にヘッドコーチとして入閣した時の監督であった村山は葬儀に参列した。

## 詳細情報

### 年度別打撃成績
| 年 度      | 球 団      | 試 合 | 打 席 | 打 数 | 得 点 | 安 打 | 二 塁 打 | 三 塁 打 | 本 塁 打 | 塁 打 | 打 点 | 盗 塁 | 盗 塁 死 | 犠 打 | 犠 飛 | 四 球 | 敬 遠 | 死 球 | 三 振 | 併 殺 打 | 打 率 | 出 塁 率 | 長 打 率 | O P S |
| ---------- | ---------- | ----- | ----- | ----- | ----- | ----- | -------- | -------- | -------- | ----- | ----- | ----- | -------- | ----- | ----- | ----- | ----- | ----- | ----- | -------- | ----- | -------- | -------- | ----- |
| 1942       | 阪神 大阪  | 68    | 179   | 142   | 14    | 21    | 2        | 1        | 1        | 28    | 4     | 5     | 5        | 9     | --    | 27    | --    | 1     | 22    | --       | .148  | .288     | .197     | .485  |
| 1943       | 阪神 大阪  | 78    | 262   | 207   | 26    | 51    | 7        | 1        | 2        | 66    | 13    | 10    | 4        | 15    | --    | 39    | --    | 1     | 16    | --       | .246  | .368     | .319     | .687  |
| 1944       | 阪神 大阪  | 24    | 103   | 83    | 13    | 16    | 2        | 3        | 1        | 27    | 7     | 0     | 2        | 4     | --    | 16    | --    | 0     | 10    | --       | .193  | .323     | .325     | .649  |
| 1946       | 阪神 大阪  | 105   | 494   | 438   | 77    | 152   | 19       | 13       | 1        | 200   | 61    | 10    | 13       | 6     | --    | 48    | --    | 2     | 26    | --       | .347  | .414     | .457     | .871  |
| 1947       | 阪神 大阪  | 109   | 465   | 396   | 68    | 123   | 15       | 11       | 2        | 166   | 52    | 19    | 9        | 1     | --    | 66    | --    | 2     | 31    | --       | .311  | .412     | .419     | .831  |
| 1948       | 阪神 大阪  | 134   | 580   | 515   | 75    | 144   | 22       | 8        | 3        | 191   | 48    | 20    | 7        | 5     | --    | 56    | --    | 4     | 36    | --       | .280  | .355     | .371     | .726  |
| 1949       | 阪神 大阪  | 133   | 605   | 526   | 108   | 159   | 35       | 10       | 10       | 244   | 63    | 21    | 10       | 3     | --    | 72    | --    | 4     | 42    | --       | .302  | .390     | .464     | .854  |
| 1950       | 阪神 大阪  | 132   | 565   | 480   | 89    | 122   | 21       | 9        | 6        | 179   | 52    | 7     | 8        | 3     | --    | 77    | --    | 4     | 41    | 5        | .254  | .362     | .373     | .735  |
| 1951       | 阪神 大阪  | 116   | 537   | 456   | 81    | 147   | 23       | 18       | 9        | 233   | 58    | 11    | 4        | 5     | --    | 70    | --    | 6     | 34    | 3        | .322  | .419     | .511     | .930  |
| 1952       | 阪神 大阪  | 120   | 546   | 475   | 86    | 130   | 20       | 3        | 5        | 171   | 67    | 13    | 4        | 3     | --    | 64    | --    | 4     | 26    | 3        | .274  | .365     | .360     | .725  |
| 1953       | 阪神 大阪  | 127   | 578   | 486   | 96    | 159   | 25       | 11       | 8        | 230   | 64    | 27    | 9        | 1     | --    | 87    | --    | 4     | 33    | 0        | .327  | .433     | .473     | .907  |
| 1954       | 阪神 大阪  | 120   | 536   | 463   | 81    | 143   | 27       | 10       | 4        | 202   | 35    | 28    | 10       | 1     | 2     | 68    | --    | 2     | 47    | 5        | .309  | .398     | .436     | .834  |
| 1955       | 阪神 大阪  | 126   | 549   | 488   | 47    | 124   | 16       | 4        | 2        | 154   | 32    | 11    | 14       | 4     | 3     | 53    | 1     | 1     | 57    | 5        | .254  | .327     | .316     | .642  |
| 1956       | 阪神 大阪  | 67    | 203   | 179   | 18    | 31    | 2        | 1        | 1        | 38    | 9     | 5     | 0        | 1     | 1     | 19    | 0     | 3     | 31    | 1        | .173  | .262     | .212     | .475  |
| 1957       | 阪神 大阪  | 17    | 23    | 20    | 2     | 5     | 2        | 0        | 0        | 7     | 3     | 0     | 0        | 1     | 0     | 2     | 0     | 0     | 5     | 0        | .250  | .318     | .350     | .668  |
| 通算：15年 | 通算：15年 | 1476  | 6225  | 5354  | 881   | 1527  | 238      | 103      | 55       | 2136  | 568   | 187   | 99       | 62    | 6     | 764   | 1     | 38    | 457   | 22       | .285  | .378     | .399     | .777  |

- 各年度の太字はリーグ最高、赤太字はNPB記録
- 阪神（阪神軍）は、1946年に大阪（大阪タイガース）に球団名を変更

### タイトル
- 首位打者：1回 （1946年）
- 最多安打（当時連盟表彰なし）：1回 （1946年） ※1994年より表彰
- 最高出塁率（当時連盟表彰なし）：2回（1947年、1953年）

### 表彰
- ベストナイン：3回 （1947年、1951年、1953年）

### 記録
節目の記録
- 1000試合出場：1952年9月11日 ※史上13人目

その他の記録
- サイクルヒット：1回 （1949年4月16日、対南海ホークス戦、後楽園球場） ※史上2人目
- オールスターゲーム出場：3回 （1953年 - 1955年）

### 背番号
- 28 （1942年 - 1943年）
- 7 （1946年 - 1949年、1951年 - 1959年）
- 21 （1950年）
- 30 （1960年 - 1961年）
- 73 （1972年 - 1974年）

## 関連情報

### 出演番組
※いずれも現行のタイトル
- スーパーベースボール (テレビ朝日系列)
- MBSベースボールパーク